# Þorsteinn Þórarinsson
þorsteinn stangarhögg þórarinsson (Thorstein Thorarinsson) fue un vikingo y bóndi de Sunnudal, Norður-Múlasýsla en Islandia (siglo X). Aparece como personaje de la saga Vápnfirdinga y Þorsteins þáttr stangarhöggs, un relato corto (þáttr) sobre un capítulo de su vida y el enfrentamiento que tuvo con el caudillo Bjarni Brodd-Helgason. Su apodo stangarhögg tuvo algo que ver con una herida recibida durante una competición ecuestre.
En el siglo XII aparece otro þorsteinn þórarinsson (n. 1112) de Skarfstaðir, en las crónicas contemporáneas, hijo de Þórarinn króksfyrðing (n. 1082).